# گنادی تسیپکالوف
گنادی تسیپکالوف (روسی: Геннадий Николаевич Цыпкалов؛ ۲۱ ژوئن ۱۹۷۳ – ۲۴ سپتامبر ۲۰۱۶) سیاست‌مدار جمهوری خلق لوهانسک بود.